# 全日空61號班機劫機事件
全日空61號班機（ANA61，NH61）是一班由東京國際機場飛往北海道札幌新千歲機場的日本國內航班。1999年7月23日，一架波音747-481D執行此航班，被一名為西澤裕司的男子劫持，機長也被劫機者刺殺，飛機最後返航羽田機場。此事件也是1970年以來日本首次有機長被殺的劫機事件。

## 事故經過及事後檢討
當天的NH61號班機載有503名乘客，其中包括14名兒童。班機於7月23日11時23分起飛，25分鐘後，劫機者西澤裕司用一把20釐米長的菜刀威脅一名機艙服務員，以此進入駕駛艙。隨後，他強迫副機長古賀和幸（時年34歲）離開駕駛艙，只把機長長島直之（時年51歲）留在駕駛艙，而機長已經向空管告知了此航班被劫的情況。隨後，西澤裕司命令機長將飛機飛往橫田基地，又要求自行操作飛機，此時機長偷偷將自動駕駛開啟，然而西澤發現無法操控飛機是因為機長設定自動駕駛時，將刀刺進機長的胸膛，開始自行操縱飛機，飛機也開始下降。12時09分，乘坐該班飛機的非執勤機師山內純二（時年52歲）與幾位年輕乘客破門進入駕駛艙制伏了劫機者，山內純二控住飛機，古賀和幸回到駕駛艙，向管制員通知機長已經遇刺的緊急情況，並請求機場方面準備救護車。12時14分，飛機緊急降落在羽田機場，西澤裕司隨即被捕，遇刺的機長也被確認死亡。事後2005年4月，東京地方法院以犯故意殺人罪，劫機罪等罪名向被告西澤裕司實行無期徒刑。
日本交通省航空局吸取了此次教訓，對羽田機場存在的安全漏洞進行了徹底改進，其中包括在內部關鍵通道增設警衛，在乘客離開通道增設防逆流裝置，乘客在取完行李後就不能再往回走，同時在一些地方增加了監控設施，以防止此類事件再次發生。  
時任日本首相小淵惠三及交通大臣川崎二郎，頒授榮譽勳章瑞寶章予不幸殉職的長島直之，以表彰他恪盡職守、捨己為人的英勇表現。控住飛機避免墜落的山內機師也獲得社会貢献支援財團的表彰。長島機長、山內機師、古賀副機長等人亦獲得2000年北極星獎。